# Kreis (China)
Kreise (chinesisch 縣 / 县, Pinyin Xiàn) sind in China Verwaltungseinheiten auf unterer Ebene, der Kreisebene, vergleichbar mit einem Landkreis oder County in anderen Staaten. Im Jahr 2021 gab es 1301 Kreise in der Volksrepublik China. In der Provinz Taiwan bzw. Republik China gibt es 14 Landkreise und fünf Stadtkreise bzw. kreisfreie Städte. Hauptorte und damit Sitz der Kreisverwaltungen sind in der Regel Großgemeinden (in seltenen Fällen Gemeinden), die häufig bereits stark urbanen Charakter haben.

## Geschichte
Kreise gehören zu den ältesten Verwaltungseinheiten Chinas; wie die Gemeinden gibt es sie bereits seit der Westlichen Zhou-Dynastie (1045–770 v. Chr.). Mit der Reichseinigung 221 v. Chr. wurden jeweils mehrere Kreise einer sogenannten „Kommandantur“ (郡,  jùn) unterstellt. Damals gab es etwa 1000 Kreise in insgesamt 36 Kommandanturen. Ab der Sui-Dynastie (581–618) waren die Kreise dann den Präfekturen (州,  zhōu) unterstellt, aber im Prinzip wurde dieses System bis zum Ende der Kaiserzeit beibehalten. Erst 1912, mit der Gründung der Republik China, wurden die Kreise direkt den Provinzen unterstellt; die Präfekturen, heute im Deutschen „Bezirk“ genannt, unterstanden, mit unterschiedlichen Zuständigkeiten beim Straßenbau etc., ebenfalls der Provinzregierung.

## Volksrepublik China
Die Gliederung aus der Zeit der Republik besteht im Prinzip bis heute, wenn auch in den Minderheitengebieten manche Kreise Autonomen Bezirken unterstehen. Dies hat zum einen personelle Konsequenzen – der Landrat muss immer von derjenigen Ethnie sein, die die Autonomierechte ausübt.
Außerdem müssen in den entsprechenden Kreisen alle öffentlichen Gebäude, Straßenschilder und Formulare zweisprachig sein, also zum Beispiel in den Kreisen des Autonomen Bezirks Chuxiong der Provinz Yunnan auf Chinesisch und Yi. Daneben gibt es für die Minderheiten unter den Minderheiten auch noch Autonome Kreise (自治縣 / 自治县,  zìzhìxiàn) innerhalb der Autonomen Bezirke, so zum Beispiel der Autonome Kreis Weixi der birmanischen Lisu-Ethnie im Autonomen Bezirk Dêqên der Tibeter in Nordwest-Yunnan.
Die Zahl der Kreise auf dem Festland der Volksrepublik China sollte in Zukunft weiter schrumpfen, da hin und wieder Kreise in kreisfreie Städte oder in Stadtbezirke umgewandelt werden. Kreise unterstehen in der Regel der Bezirksebene. In den regierungsunmittelbaren Städten Peking, Tientsin, Schanghai und Chongqing sowie in der Provinz Hainan unterstehen sie hingegen direkt der Provinzebene, die hier darauf verzichtet hat, eine Bezirksebene überhaupt zu installieren bzw. die Bezirksebene auf Kreise auszudehnen (Hainan).
Kriterium für die Umwandlung von Kreisen in kreisfreie Städte oder in Stadtbezirke ist im ersten Fall der Grad der Verstädterung in Kombination mit einer gewissen Entfernung vom Zentrum einer bezirksfreien Stadt, im zweiten Fall die tatsächliche oder erwartete Entwicklung einer Verschmelzung des urbanen Zentrums des aufzulösenden Kreises mit dem/den zentralen Stadtbezirk/en einer bezirksfreien Stadt.